# Lakásmenet
A Lakásmenet egy minden év októberében megrendezett felvonulás és tüntetés a lakhatásért való jogért. A Város Mindenkié aktivista közösség által szervezett esemény arra hívja fel a figyelmet, hogy Magyarországon milliók lakhatása veszélyeztetett, illetve folyamatosak az elhelyezés nélküli kilakoltatások. A felvonulást 2011 óta rendezik meg, 2016 előtt Üres Lakások Menetének hívták. A 2010-es évek második felében elkezdődött ingatlanárrobbanás komoly lakhatási válságot eredményezett, amelyben már a középosztály is lakhatási szegénységbe sodródott. A döntéshozó politikusok pedig cinikusan a lakáspiactól várják a megoldást. Emiatt a menetet szervezők az otthontalan, hajlék nélküli embereken túl már az alsóközéposztály, az egyetemisták, valamint a pályakezdő fiatalok széles rétegeit is bevonták a megfizethető és élhető otthonhoz jutásért küzdő közérdekű cselekedésre, az aktív társadalmi részvételre ösztönző célcsoportok közé. Az elmúlt években társszervezővé vált a szövetséges Társadalomelméleti Kollégium. A Város Mindenkié inaktívvá válása miatt 2023-tól az Utcáról Lakásba Egyesület vette át a főszervező szerepét.

## Külső hivatkozások
- Kilakoltatás történetek - Lakásmenet 2018 - A Város Mindenkié honlapján
- A 7. Lakásmenet promófilmje